# 袁鲁林
袁鲁林（1921年5月—），上海崇明人，中华人民共和国政治人物、外交官。

## 生平
1941年，加入中国共产党，此后先后在新四军、八路军中任职。1949年5月，任上海市军管会文教委员会秘书。7月，调中共福建省委宣传部，任教育科科长，后升教育处处长。1953年，任部办公室主任。
1954年10月，调入外交部，任驻芬兰大使馆一等秘书。1959年起，先后担任外交部西欧司专员、驻丹麦大使馆政务参赞、中国贸促会驻奥地利商务代表、外交部新闻司副司长、驻瑞士大使馆政务参赞、驻联邦德国大使馆政务参赞、驻加拿大大使馆政务参赞。1978年4月，出任常驻国际民航组织理事会代表。1979年4月，出任首任中华人民共和国驻阿曼大使。
1985年，袁鲁林离休，此后曾任国际经济贸易仲裁委员会仲裁员、中国人民外交学会理事等职。